# Шальчакасы
Шальчакасы́ (чув. Шалчакасси) — деревня в Цивильском районе Чувашской Республики. Входит в состав Медикасинского сельского поселения.

## География
Находится в северной части Чувашии на расстоянии приблизительно 19 км на юг-юго-запад по прямой от районного центра города Цивильск.

## История
Известна с 1858 года как околоток деревни Старые Шигали (ныне село Шигали Канаш. р-на). В 1897 году учтен 171 житель, в 1906 году — 39 дворов, 196 жителей, в 1926 — 49 дворов и 217 жителей,, в 1939 219 жителей, в 1979 −152. В 2002 году было 32 двора, 2010 — 27 домохозяйств. В период коллективизации образован колхоз «Ворошилов», в 2010 году действовало ООО «ВДС».

## Население
Постоянное население составляло 94 человека (чуваши 100 %) в 2002 году, 70 в 2010.